# Perschitzkopf
Perschitzkopf är en bergstopp i Österrike.   Den ligger i distriktet Lienz och förbundslandet Tyrolen, i den centrala delen av landet, 300 km sydväst om huvudstaden Wien. Toppen på Perschitzkopf är 2 724 meter över havet.
Terrängen runt Perschitzkopf är huvudsakligen mycket bergig. Närmaste större samhälle är Lienz, 11,6 km söder om Perschitzkopf. 
I omgivningarna runt Perschitzkopf växer i huvudsak blandskog. Runt Perschitzkopf är det ganska glesbefolkat, med 27 invånare per kvadratkilometer.